# Боярки
Боя́рки (рос. Боярки) — присілок у складі Юр'янського району Кіровської області, Росія. Входить до складу Мідянського сільського поселення.
Населення становить 9 осіб (2010, 7 у 2002).
Національний склад станом на 2002 рік — росіяни 57 %, грузини 29 %.